# Monts du Vivarais
Ne doit pas être confondu avec Vivarais.
Les monts du Vivarais sont une région naturelle de France, située dans le Massif central et dans le département de l'Ardèche.
Ils doivent leur nom à l'ancienne province du Vivarais dont ils font partie. Ils sont aussi appelés monts d'Ardèche, ce nom pouvant toutefois désigner un ensemble différent.

## Géographie

### Situation
Les monts du Vivarais sont bordés par les régions naturelles suivantes :
- au nord par la vallée du Gier et les monts du Lyonnais ;
- à l'ouest par le Meygal et le massif du Devès ;
- au sud par les Cévennes ;
- à l'est par la vallée du Rhône.

### Topographie
Les monts d'Ardèche ou du Vivarais forment un ensemble complexe dans lequel on peut distinguer :
- au nord le massif du Pilat avec la forêt de Taillard situé dans le département de la Loire et le Haut-Vivarais aussi appelé Haute Ardèche, Ardèche verte ou Bec-d'Or ;
- à l'ouest, la Montagne ardéchoise ou plateau ardéchois avec le massif du Mézenc (aussi appelé « région des sucs ») ;
- au centre et au centre-ouest, le massif des Boutières et le plateau de Vernoux ;
- à l'est on y inclut aussi le plateau du Coiron près d'Aubenas ;
- au sud le massif du Tanargue et son piémont ainsi que les Cévennes ardéchoises font partie des Cévennes mais ils se situent dans le département de l'Ardèche et sont inclus dans le parc naturel régional des Monts d'Ardèche.

### Sommets principaux
Le point culminant des monts du Vivarais est le mont Mézenc qui a une altitude de 1 753 m. Les autres sommets principaux du massif sont :
- le mont d'Alambre 1 691 mètres ;
- le Chaulet 1 622 mètres ;
- le suc de Taupernas 1 602 mètres ;
- le suc de Montfol 1 594 mètres ;
- le suc de la Lauzière 1 582 mètres ;
- le mont Gerbier-de-Jonc 1 551 mètres ;
- le suc de Séponet 1 534 mètres ;
- les Coux 1 531 mètres ;
- le Sépoux 1 530 mètres ;
- le suc de Sara 1 521 mètres ;
- le suc d'Ourseyre 1 489 mètres ;
- le suc de Bauzon 1 464 mètres ;
- le mont Signon 1 455 mètres ;
- le suc de l'Areilladou 1 448 mètres ;
- le suc de Montivernoux 1 441 mètres.

À la limite avec le massif du Pilat :
- Grand Felletin 1 387 mètres ;
- Pyfarat 1 381 mètres.

## Sites touristiques
Ce patrimoine naturel attire de nombreux touristes. Parmi les sites les plus attractifs on trouve :
- le mont Gerbier-de-Jonc, piton rocheux été aménagé afin de faciliter son escalade. On estime que 400 000 visiteurs s'y massent chaque année[1]. Un parking de 110 places a été récemment aménagé pour accueillir ces touristes ;
- le mont Mézenc et la station de ski des Estables. Le point culminant des monts d'Ardèche attire, à l'instar du mont Gerbier-de-Jonc, randonneurs et amateurs de montagne. L'activité touristique autour du mont Mézenc est renforcée par la présence de la station de ski des Estables, du nom du village qui se situe au pied de la montagne. Elle attirerait plusieurs milliers de touristes chaque hiver[2] ;
- le lac d'Issarlès.

### Protection environnementale
Les monts du Vivarais couvrent en grande partie le parc naturel régional des Monts d'Ardèche.